# Witoogbladspeurder
De witoogbladspeurder (Automolus leucophthalmus) is een zangvogel uit de familie Furnariidae (ovenvogels).

## Verspreiding en leefgebied
Deze soort telt twee ondersoorten:
- A. l. leucophthalmus: oostelijk Brazilië.
- A. l. sulphurascens: zuidelijk Brazilië, oostelijk Paraguay en noordoostelijk Argentinië.

## Status
De grootte van de populatie is niet gekwantificeerd maar de soort wordt omschreven als vrij algemeen. Op de Rode lijst van de IUCN heeft deze soort de status niet bedreigd.